# Avenida de la Paz (barrio)
Avenida de la Paz es un barrio de Sevilla (España), que pertenece al distrito Sur. Está situado en la zona este del distrito. Limita al norte con el barrio de Felipe II-Los Diez Mandamientos; al este, con el barrio de El Juncal-Híspalis; al sur, con el barrio de Polígono Sur; y al oeste, con los barrios de Las Letanías y La Oliva.